# Бергмайстер, Йорг
Йорг Бергмайстер (нем. Jörg Bergmeister; род. 13 февраля 1976, Леверкузен, Северный Рейн-Вестфалия) — немецкий автогонщик команды Porshe.

## Биография
Родился 13 февраля 1976 года в Леверкузене, в семье Вилли Бергмайстера, автомобильного дилера и владельца мастерской, в которой начинал свою карьеру механика Михаэль Шумахер.
C 1996 года участвовал в Немецком кубке Порше, в котором выиграл титул в 2000 г., а в следующем году он взял титул в Суперкубке Порше. В 2006 году выиграл серию Grand Am в классе прототип Дейтоны. В 2003 оду одержал победу в общем зачете в гонке 24 часа Дайтоны на своем Порше 911 GT3-RS.
С ростом свыше 2 метров является одним из самых высоких автогонщиков. Несмотря на постоянные выступления в гонках имеет степень по экономике. Увлекается также маунтинбайком и сноубордом.

## Карьера
- 2007 — 2е место в классе GT2 в серии АЛМС(Porsche 911 GT3 RSR); победа в классе GT2 в гонке Petit LeMan.
- 2006 — победа в личном зачете в классе GT2 в серии ALMS (Porsche 911 GT3-RSR); победа в классе GT2 в гонке Petit LeMan; победа в личном зачете в классе Дайтонских Прототипов в серии ГрандАм
- 2005 — победа в классе GT2 в серии АЛМС (Porsche 911 GT3-RSR), 4е место в классе Дайтоновских Прототипов в серии ГрандАм
- 2004 — победа в классе GT в гонке 24 часа Ле-Мана
- 2003 — 3е место в классе GT в серии ALMS(Porsche 911 GT3-RS), победа в общем зачете в гонке 24 часа Дайтоны.
- 2002 — 4е место в классе GT в серии ALMS (Porsche 911 GT3-RS), победа в классе GT в гонке 24 часа Дайтоны
- 2001 — 2е место в Немецком Кубке Порше, победа в Суперкубке Порше
- 2000 — победа в Немецком Кубке Порше, 6е место в Суперкубке Порше
- 1999 — 3е место в Немецком Кубке Порше
- 1998 — 9е место в Немецком Кубке Порше
- 1997 — 6е место в Евросерии Формулы Опель
- 1996 — 7е место в Немецком Кубке Порше
- 1995 — 2е место в Formula Opel
- 1994 — Deutsche Formula Renault Masterseries
- 1993 — победа в Formula König
- 1992 — 3е место в Formula König